# Thuyết hộp đen
Thuyết "hộp đen" cho rằng con người chính là hộp đen, và mọi sự việc đều diễn ra trong hộp đen, thuyết này chỉ quan tâm đến những biểu hiện chung nhất của con người nói chung mà không quan tâm đến từng cá nhân riêng lẻ. Họ giả định: con người dù da trắng hay da đen, nam hay nữ, người có học hay không có học, cho dù động cơ khác nhau thì phản ứng cũng vẫn như nhau. Khi không quan tâm đến động cơ cá nhân, họ chỉ thấy một quy luật kích thích và một phản ứng như nhau. Trong một chừng mực nào đó, thuyết này thiên về tự nhiên, nó loại tính người ra khỏi cơ thể người. Thuyết này bị phê phán vì nó coi con người giống loài vật trong phòng thí nghiệm.